# Alex Querter
Alex Querter, né le 18 décembre 1957 à Lokeren, est un footballeur.

## Carrière
Querter commence sa carrière au KSC Lokeren avant de rejoindre en 1978 le Cercle Bruges KSV. Après 4 saisons au Cercle, il rejoint le voisin: le FC Bruges. Il sera un des piliers de la défenses brugeoise pendant 10 saisons (376 matchs et 36 buts). Il remporte 3 titres de champion (1988, 1990 et 1992) et deux coupes (1986 et 1991). En 1993, il arrête sa carrière de footballeur et il entraîne les espoirs du club pendant 6 ans puis pendant 3 ans il assiste Eric Gerets puis René Verheyen aux commandes du club.

## Clubs
- 1978-1982 Cercle Bruges  Belgique
- 1982-1993 FC Bruges  Belgique